# Juchitán de Zaragoza
Juchitán de Zaragoza – miasto w Meksyku, w stanie Oaxaca.